# Gentiana douglasiana
Gentiana douglasiana là một loài thực vật có hoa trong họ Long đởm. Loài này được Bang mô tả khoa học đầu tiên năm 1833.